# Малыченко, Вячеслав Васильевич
Вячесла́в Васи́льевич Малыче́нко (20 июня 1922, с. Ольховка, Царицынская губерния ― 2006, Волгоград) ― советский российский учёный, плодоовощевод-агролесомелиоратор. Доктор сельскохозяйственных наук (1976), профессор (1991), Заслуженный деятель науки Российской Федерации (1995).

## Биография
Родился 20 июня 1922 года в селе Ольховка (на территории современного Ольховского района Волгоградской области). С 1940 года служил в Красной Армии, участвовал в Великой Отечественной войне и войне с Японией.
После демобилизации работал учителем в средней школе города Сталинграда. В 1951 году окончил плодоовощной факультет Сталинградского сельскохозяйственного института, получив диплом по специальности «агроном-плодоовощевод» со специализацией по агролесомелиорации.
В 1954 году окончил очную аспирантуру агротехнического отделения Всесоюзный НИИ садоводства имени И. В. Мичурина. После этого работал младшим научный сотрудник Волго-Донского опорного пункта Сталинградской опытно-мелиоративной станции ЮжНИИЧиМ, заведующим отделом орошаемого земледелия (там же), заведующим отделом плодоводства Волгоградской опытной станции Всесоюзного НИИ растениеводства имени Н. И. Вавилова, заместителем директора по науке (там же).
В 1955 году защитил в Плодоовощном институте им. И. В. Мичурина кандидатскую диссертацию по теме: «Особенности роста корневой системы вишни в зависимости от применения удобрений». В 1976 году защитил в Ленинграде докторскую диссертацию по теме: «Изучение сортовых ресурсов яблони и пути их использования в Нижнем Поволжье».
С 1989 года ― профессор (по должности) кафедры экономики природопользования Волгоградского государственного университета. Звание профессора получил в 1991 году.
Написал более 150 печатных работ. В 1988 году получил авторское свидетельство на выведенный им сорт яблони «Малыченковское». Были разработаны и внедрены в производство многие технологические рекомендации по размножению и возделыванию плодовых культур для условий Нижнего Поволжья. Неоднократно представлял российскую науку по результатам изучения мирового генофонда и селекции яблони на международных конгрессах и симпозиумах. Под его руководством защитили кандидатские диссертации шесть человек.
В 1997 году в Волгоградском государственном университете при его непосредственном участии была открыта новая специальность «геоэкология» со специализацией по экологии и природопользованию.
Являлся членом Волгоградского клуба докторов наук, секции садоводства РАСХН, председателем секции садоводства НТО с/х Волгоградского агропрома, членом президиума Волгоградского отделения Всероссийского общества охраны природы. Осуществлял руководство и научное обеспечение ботанического сада Волгоградского отделения РЭА.
Награждён наградами, среди них: Орден Отечественной войны II степени, Орден «Знак почета» (1976), медаль «За боевые заслуги», медаль «За победу над Германией», медаль «За победу над Японией», медаль «В ознаменование 100-летия со дня рождения Владимира Ильича Ленина» (1970), медаль «Ветеран труда» (1982), Большая серебряная медаль ВДНХ (1962), «Юбилейная медаль им. академика Н. И. Вавилова» (1987).
В 1995 году ему присвоено почётное звание «Заслуженный деятель науки Российской Федерации».
Был женат, есть две дочери. Увлекался документальной и художественной фотографией, свои научные труды оформлял своими черно-белыми фотографиями. Опубликованы помологические плакаты сортов яблони (4 серии).
Умер в 2006 году в Волгограде.

## Награды и звания
- Орден Отечественной войны II степени ;
- Орден «Знак Почёта» ;
- Медаль «За боевые заслуги» ;
- Медаль «За победу над Германией» ;
- Медаль «За победу над Японией» ;
- Медаль «В ознаменование 100-летия со дня рождения Владимира Ильича Ленина»;
- Медаль «Ветеран труда» ;
- Заслуженный деятель науки Российской Федерации.